# Cordes-Tolosannes

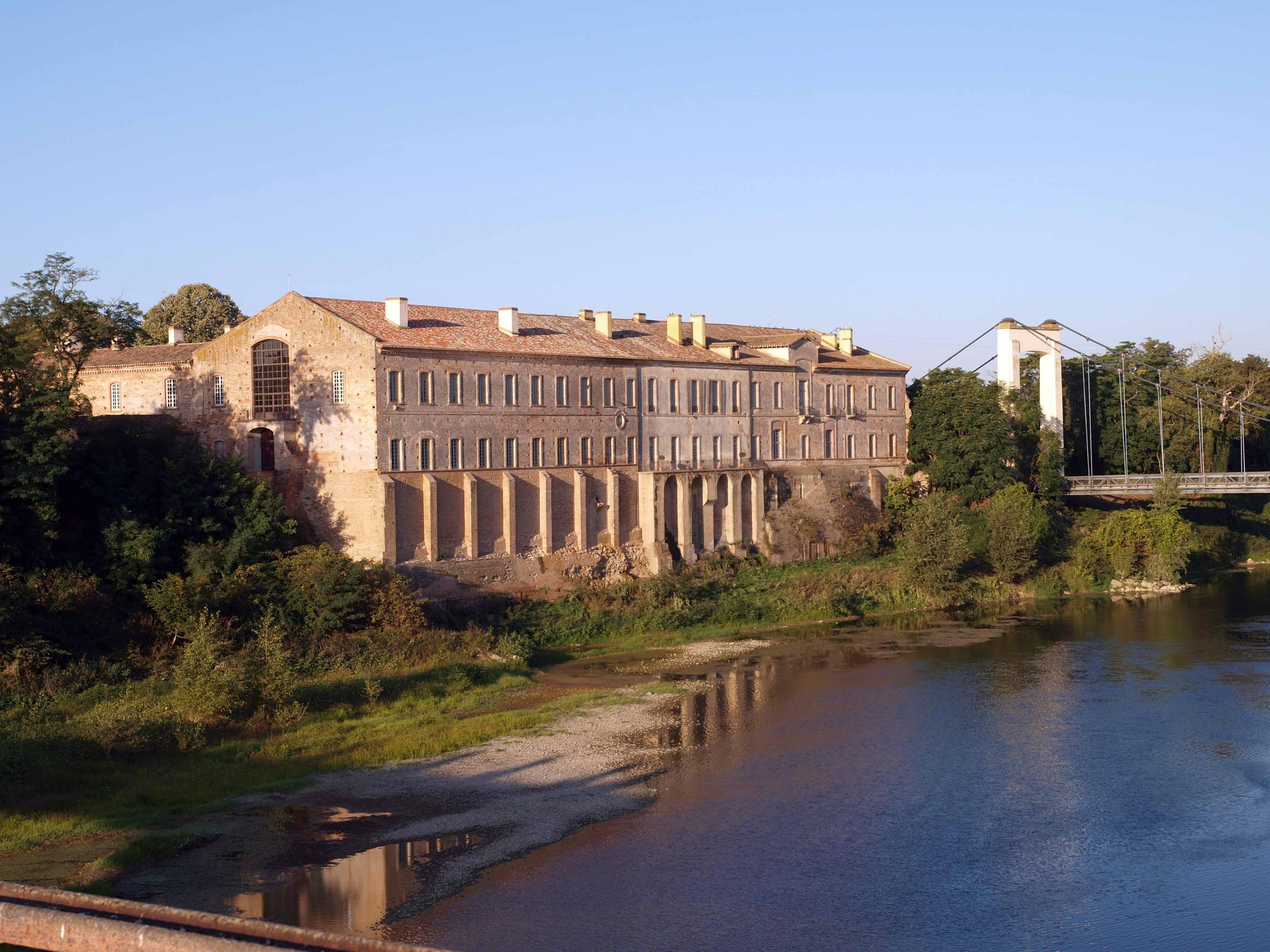

Cordes-Tolosannes is een gemeente in het Franse departement Tarn-et-Garonne (regio Occitanie) en telt 256 inwoners (1999). De plaats maakt deel uit van het arrondissement Castelsarrasin.

## Geografie
De oppervlakte van Cordes-Tolosannes bedraagt 15,6 km², de bevolkingsdichtheid is 16,4 inwoners per km².
De onderstaande kaart toont de ligging van Cordes-Tolosannes met de belangrijkste infrastructuur en aangrenzende gemeenten.

## Demografie
Onderstaande figuur toont het verloop van het inwonertal (bron: INSEE-tellingen).